# Fritz H. Dinkelmann
Fritz H. Dinkelmann (* 14. Februar 1950 in Zürich) ist ein Schweizer Journalist, Schriftsteller und Theater-Regisseur.

## Leben
Geboren in Zürich. Bürger von Solothurn. In dritter Ehe verheiratet seit 2002 mit der Journalistin und Schriftstellerin Zornitsa Petkova Dinkelmann (Zora Ivanova). Gerichtsreporter für Schweizer Radio SRF und Schweizer Illustrierte. Inlandredaktor bei Schweizer Radio SRF in Bern. Referent für Ethik am Schweizerischen Polizeiinstitut (80er und 90er Jahre). ==
Nach dem Abschluss seiner Schulausbildung in Solothurn machte Fritz Dinkelmann ein Volontariat als Buchhändler. Von 1970 bis 1973 absolvierte er eine Ausbildung an der Schauspiel-Akademie Zürich. Anschließend wirkte er als Schauspieler und Regisseur und war Mitbegründer des Protheaters in Solothurn und der Solothurner Literaturtage. Zwischen 1977 und 1984 war er Hilfslehrer für Theater an der Kantonsschule Olten und Redaktor bei der Solothurner AZ und bei Schweizer Radio DRS (SR DRS). Nach einer Zeit als freier Schriftsteller und Gerichtsreporter war er von 1987 bis 1991 Bundesgerichtskorrespondent der Schweizerischen Depeschenagentur (SDA) in Lausanne. Von 1992 bis 1997 war er Inlandredaktor, danach bis 2003 Deutschlandkorrespondent und bis 2006 Bundesgerichtskorrespondent von SR DRS. 
Dinkelmann ist Verfasser von Reportagen, Romanen, Theaterstücken, Gedichten und Hörspielen. 1985 und 1987 nahm er am Ingeborg-Bachmann-Wettbewerb in Klagenfurt teil. Sein Roman Das Opfer wurde von der Frankfurter Allgemeinen Zeitung vorabgedruckt.
Sein Archiv befindet sich seit 2022 im Schweizerischen Literaturarchiv.

## Auszeichnungen
- 1969  Preisträger Literaturwettbewerb der Stadt Bocholt (Laudatio Peter Handke)
- 1974 Förderungspreis des Kantons Solothurn
- 1983 Buchpreis des Kantons Bern
- 2001 Medienpreis idée suisse (für eine Radioreportage über die Republikaner in Stuttgart)

## Werke
- Nach eigener Aussage, Gerichtsreportagen, Suhrkamp, Frankfurt am Main 1987
- Denn wo ich Spuren fand waren es Bremsspuren. Biberist 1973
- Wie man einen Blitz ableitet. Texte. Lenos, Basel 1973
- Nach eigener Aussage. Gerichtsreportagen. Zytglogge, Gümligen 1978; überarbeitet: Suhrkamp (st 1436), Frankfurt am Main 1987
- Szenen zum Thema Aggression. Alpträume. Lenos, Basel 1979
- Abziehbilder. Dokumentation eines Theaterstückes. Kunstmuseum Solothurn 1983
- Permanente Gänsehaut. Ein lyrisches Tagebuch. Ammann, Zürich 1983
- Das Kino im Kopf", Anthologie Hrsg Hans Stempel und Martin Ripkens, Arche 1984, Text "Monreo küsst Montand"
- Ein Volk schreibt Geschichten, die besten Kurzgeschichten aus dem Autoren-Wettbewerb des Schweizerischen Beobachters, 1984, Buchverlag der Verlagsgesellschaft Beobachter AG. Text "Vier Finger einer Hand".
- Beitrag in Kutsch. Literatur aus der Schweiz. Ein Jahrbuch. Herausgegeben von Heinz F. Schafroth und Egon Ammann, Ammann Verlag, Zürich 1983, ISBN 3-250-01011-1
- Das Opfer. Roman. Suhrkamp, Frankfurt am Main 1985; Lenos, Basel 2007, ISBN 978-3-85787-705-6
- Guten Abend: Hier ist das deutsche Fernsehen, Sammlung Luchterhand 1986. Hrsg. Herbert Hoven, mit Text "Beobachtungen eines Voyeurs – oder als die Sprache laufen lernte".
- Schweizer Erzählungen seit 1950, Suhrkamp 1990, Hrsg. Christoph Siegrist, Text "Der Nachfolger"
- Schweiz Geschichten aus der Geschichte nach 1945, Anthologie, Sammlung Luchterhand, 1991, Herausgegeben von Rolf Niederhauser und Martin Zingg mit Texten "Bauer Balthasar im Fegefeuer" und "Wie man einen Blitz ableitet".
- Von einer Sekunde zur andern. Gespräche mit Unfalltätern. bfu, Bern 1993
- Die Kanzlerin. Roman. Lenos, Basel 2009, ISBN 978-3-85787-401-7
- Heimat Solothurn und ein Zuhause da und anderswo. In: Daniel Gaberell (Hg.): Solothurner Lesebuch. Kulturbuchverlag Herausgeber.ch, Bern 2014, ISBN 978-3-905939-26-2